# John Carew (Ritter)

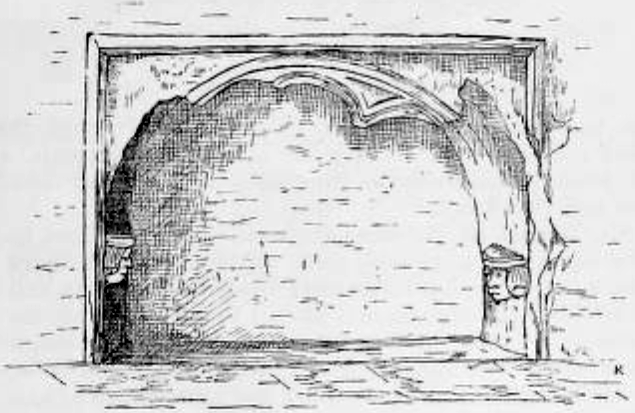
Die mutmaßliche Stelle des Grabdenkmals von John Carew in der Kirche von Luppit. Zeichnung von 1888

Sir John Carew (auch John de Carew) († 1324) war ein englischer Ritter.

## Leben
John Carew war ein Sohn von Sir Nicholas Carew und dessen Frau Amicia Peverell. Der spätere Lordsiegelbewahrer Nicholas Carew war sein jüngerer Bruder. Nach dem Tod seines Vaters 1311 erbte John Carew dessen umfangreichen Besitzungen, darunter Carew Castle in Pembrokeshire, Moulsford in Berkshire sowie Idrone in Carlow und weitere Besitzungen in Irland. Die irischen Besitzungen hatte sein Vorfahre Odo von Carew Ende des 12. Jahrhunderts von seinem Bruder Raymond FitzGerald erhalten. Als Lord of Carew war John ein Vasall des Earl of Pembroke.
Carew war zweimal verheiratet. In erster heiratete er Eleanor Mohun, die Erbin von Mohun’s Ottery und Stoke Fleming in Devon sowie von weiteren Gütern in Südwestengland. Mit ihr hatte er einen Sohn:
- Nicholas Carew († 1324)

In zweiter Ehe hatte Carew nach dem Tod seiner ersten Frau Joan Talbot, eine Tochter von Gilbert Talbot, 1. Baron Talbot geheiratet. Mit ihr hatte er mindestens einen Sohn:
- John Carew († 1362)

Er wurde vermutlich in der Kirche von Luppitt bei Honiton begraben. Da sein erster Sohn bereits kurz nach ihm starb, wurde schließlich sein jüngerer Sohn John sein Erbe.